# Utaki

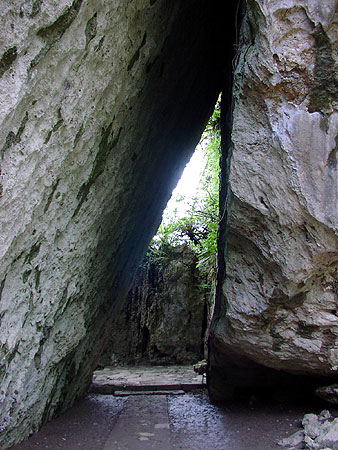
Seifa-utaki.

Utaki (御嶽) est un terme de la langue okinawaïenne pour désigner un endroit sacré. Bien que le terme utaki soit utilisé dans tout l'archipel d'Okinawa, les termes suku et on sont employés respectivement dans les îles Miyako et Yaeyama. Les utaki, généralement situés à la périphérie des villages, sont des endroits pour la vénération des dieux et des ancêtres. La plupart des gusuku possèdent des lieux de culte, et il est supposé que les origines des gusuku et des utaki sont étroitement liées.

## Importants Utaki
- Biinudak (弁ヶ嶽?), Naha
- Misaki-on (美崎御嶽?), Ishigaki
- Miyatori-on (宮鳥御嶽?), Nago
- Pyarumizu-utaki (漲水御嶽?), Miyakojima
- Seifa-utaki (斎場御嶽?), Nanjō
- Sonohyan-utaki (園比屋武御嶽?), Naha
- Tohaya-uganju (渡波屋拝所?), Nago
- Tsunoji-utaki (ツノジ御嶽?), Miyako
- Upugusuku-utaki (大城御嶽?), Miyako
- Celui situé au sommet du mont Gusuku

## Source de la traduction
- (en) Cet article est partiellement ou en totalité issu de l’article de Wikipédia en anglais intitulé « Utaki » (voir la liste des auteurs).